# Liste der Sieger im Voltigieren beim CHIO Aachen
Die Liste der Sieger im Voltigieren beim CHIO Aachen enthält alle Gewinner der Einzel- und Mannschaftswertung im Voltigieren (Vaulting Masters) innerhalb des CHIO Aachen. Die Disziplin Voltigieren wurde 2007 das erste Mal innerhalb des CHIO Aachen ausgetragen. Seit 2008 gibt es auch einen Nationenpreis im Voltigieren, 2010 wurde das Doppelvoltigieren (Pas de deux) als Disziplin aufgenommen.
2015 wurde in Aachen aufgrund der Europameisterschaften kein CHIO ausgetragen. Der deutsche CVIO fand stattdessen in der Niedersachsenhalle in Verden statt.
| Jahr          | Damen          | Herren           | Pas de Deux                                         | Mannschaft | Nationenpreis                                                                          |
| ------------- | -------------- | ---------------- | --------------------------------------------------- | --- | -------------------------------------------------------------------------------------- |
| 2023          | Kathrin Meyer  | Quentin Jabet    | Deutschland Diana Harwardt, Peter Künne             | Deutschland Norka VV Köln-Dünnwald                                                                               | Deutschland I Kathrin Meyer, Viktor Brüsewitz, Norka VV Köln-Dünnwald                  |
| 2022          | Manon Moutinho | Lambert Leclezio | Deutschland Chiara Congia, Justin van Gerven        | Deutschland Norka Automation VV Köln-Dünnwald                                                                    | Deutschland I Thomas Brüsewitz, Jannik Heiland, Norka Automation VV Köln-Dünnwald      |
| 2021          | Janika Derks   | Jannik Heiland   | Deutschland Chiara Congia, Justin van Gerven        | Deutschland Fredenbeck I                                                                                         | Deutschland I Janika Derks, Jannik Heiland, Fredenbeck I                               |
| 2019          | Janika Derks   | Thomas Brüsewitz | Deutschland Janika Derks, Johannes Kay              | Deutschland Fredenbeck I                                                                                         | Deutschland I Janika Derks, Jannik Heiland, VV Köln-Dünnwald                           |
| 2018          | Kristina Boe   | Thomas Brüsewitz | Deutschland Theresa-Sophie Bresch, Torben Jacobs    | Deutschland Fredenbeck I                                                                                         | Deutschland I Kristina Boe, Jannik Heiland, Fredenbeck I                               |
| 2017          | Janika Derks   | Thomas Brüsewitz | Italien Silvia Stopazzini, Lorenzo Lupacchini       | Deutschland RSV Neuss Grimlinghausen                                                                             | Deutschland II Janika Derks, Kristina Boe, RSV Neuss Grimlinghausen                    |
| 2016          | Kristina Boe   | Thomas Brüsewitz | Österreich Theresa Thiel, Stefan Csandl             | Deutschland Voltigierverein Köln-Dünnwald                                                                        | Frankreich Manon Noel, Vincent Haennel, Noroc                                          |
| 2015 (Verden) | Anna Cavallaro | Viktor Brüsewitz | Vereinigte Staaten Kimberly Palmer, Cassidy Palmer  | Deutschland RSV Neuss Grimlinghausen                                                                             | Deutschland II Christine Kuhirt, Thomas Brüsewitz, Gera Marie Grün & Justin Van Gerven |
| 2014          | Joanne Eccles  | Erik Oese        | Österreich Theresa Thiel, Stefan Csandl             | Deutschland RSV Neuss Grimlinghausen                                                                             | Deutschland II Corinna Knauf, Viktor Brüsewitz, Voltigierverein Köln-Dünnwald          |
| 2013          | Joanne Eccles  | Erik Oese        | Österreich Theresa Thiel, Stefan Csandl             | Deutschland RSV Neuss Grimlinghausen                                                                             | Deutschland I Corinna Knauf, Erik Oese, RSV Neuss Grimlinghausen                       |
| 2012          | Joanne Eccles  | Stefan Csandl    | Vereinigtes Königreich Joanne Eccles, Hannah Eccles | Deutschland RSV Neuss Grimlinghausen                                                                             | Deutschland I Sarah Kay, Erik Oese, RSV Neuss Grimlinghausen                           |
| 2011          | Joanne Eccles  | Patric Looser    | Deutschland Theresa-Sophie Bresch, Torben Jacobs    | Deutschland RSV Neuss Grimlinghausen                                                                             | Deutschland I Pia Engelberty, Jannik Heiland, RSV Neuss Grimlinghausen                 |
| 2010          | Joanne Eccles  | Kai Vorberg      | Österreich Lisa Wild, Christina Leitgeb             | Deutschland Bleyer Rheinland (ausfallbedingte Kooperation zwischen dem Team Wintermühle Köln und dem Team Neuss) | Frankreich Anne-Sophie Musset-Agnus, Nicolas Andréani, Team Frankreich                 |
| 2009          | Joanne Eccles  | Kai Vorberg      | nicht ausgetragen                                   | Deutschland RSV Neuss Grimlinghausen                                                                             | Deutschland Kai Vorberg, Simone Wiegele, Team Bleyer der JRG Köln                      |
| 2008          | Nicola Ströh   | Kai Vorberg      | nicht ausgetragen                                   | Vereinigte Staaten Team F.A.C.E.                                                                                 | Deutschland Kai Vorberg, Nicola Ströh, RSV Neuss Grimlinghausen                        |
| 2007          | Sissi Jarz     | Kai Vorberg      | nicht ausgetragen                                   | Deutschland RSV Neuss Grimlinghausen                                                                             | nicht ausgetragen                                                                      |